# 371 Bohemia
371 Bohemia eller 1893 AD är en asteroid i huvudbältet, som upptäcktes 16 juli 1893 av den franske astronomen Auguste Charlois. Den har fått sitt namn efter staden Böhmen som vid tiden för asterioidens upptäckt tillhörde Österrike-Ungern.
Asteroiden har en diameter på ungefär 52 kilometer.